# Schmock
Schmock (jidd. שמאָק shmok) ist ein aus dem Jiddischen stammendes Wort, das entweder einen Tölpel bezeichnet oder einen unangenehmen Menschen mit weiteren bestimmten Eigenschaften, meist einen Mann der gehobenen Gesellschaft. Auch eine Verwendung im Sinne von „leeres, geschwollenes Gerede“ ist belegt.

## Charakterisierung
Je nachdem welcher Typus gemeint ist, ergeben sich unterschiedliche Charakterisierungen:
- Der Tölpel handelt kurios oder extrem umständlich und macht Dinge durch eine unabwendbare Kompliziertheit schwer oder gar nicht erreichbar, was insgesamt normalerweise in einem belustigenden Schauspiel endet.

- Spöttische Bezeichnung für einen extravertierten Menschen, der sich einerseits in der Gesellschaft gut zurechtfindet, andererseits entweder durch ein rechthaberisches, belehrendes oder durch ein opportunistisches Verhalten negativ auffällt. Der Schmock ist häufig eitel oder auch arrogant, gleichzeitig aber weder besonders intelligent noch gutaussehend oder geistreich. Sein Äußeres ist häufig übertrieben modisch, dabei allerdings unpassend. Der Schmock ist verwandt mit dem Stereotyp des Snobs oder des Neureichen.

## Ursprung
Die Etymologie des Wortes bleibt letztlich ungeklärt. Einige Quellen leiten das Wort von einem  jiddischen Wort schmo mit der Bedeutung Tölpel oder Idiot ab. Im heutigen umgangssprachlichen Jiddisch bedeutet schmok sowohl Penis als auch Dummkopf, Esel.
Im deutschen Sprachraum taucht der Schmock laut dem Duden erstmals als Name einer Figur aus Gustav Freytags Lustspiel Die Journalisten von 1852 auf und steht seither als eine mittlerweile veraltete Bezeichnung für einen opportunistischen Zeitungsschreiber, der jede Meinung vertritt, wenn man ihn dafür bezahlt. Er ist damit ein Gegenbild zum Ideal des nur der Wahrhaftigkeit verpflichteten Journalisten.
Tatsächlich ist der Ausdruck ‚Schmock‘ zwar durch Gustav Freytags Erfolgskomödie im deutschen Sprachraum sprichwörtlich geworden; die erste Erwähnung findet sich allerdings bereits ein Jahr zuvor in einem Artikel, den der Freytag-Freund Jacob Kaufmann (1814–1871) mit offenbar geringfügigen Ergänzungen Freytags in dessen Zeitschrift Die Grenzboten unter dem Titel „Das Ghetto von Prag“ veröffentlichte. Die als „Schmock“ bezeichnete Person stellt bei Kaufmann keine per se negative oder lächerliche Gestalt dar. Vielmehr handelt es sich um eine Außenseiterfigur mit jüdischen Wurzeln, der die Mehrheitsgesellschaft gleichermaßen mit Mitleid sowie einem Gefühl der Differenz begegnet. Kaufmanns ambivalente Bestimmung des „Schmocks“ als moderne Sozialfigur klingt zwar in Gustav Freytags Lustspiel noch in Ansätzen an, gerät jedoch gegenüber der humoristischen Funktionalisierung der Figur sowie einer stereotypisierten, mit antisemitischen Klischees arbeitenden Darstellung in den Hintergrund.
Mit Verweis auf das Stück von Gustav Freytag verwendet Friedrich Torberg in seinem Buch Die Tante Jolesch Schmock als (zumindest in der Prager Gesellschaft bekanntes) Synonym für Snob. Karl Kraus lässt in seinem Mammutdrama: Die letzten Tage der Menschheit den Dichter Ludwig Ganghofer auftreten. Dieser war als hurrapatriotischer Kriegsberichterstatter im Ersten Weltkrieg eingesetzt. Ihn lässt Kraus darauf anspielend sagen: „Erst war ich Schmock im Blatt, / Jetzt bin ich Schmock im Wald, / Jetzt find ich glänzend meinen Unterhalt. / In Bayern merken’s nicht, / Wie sehr ich bin verschmockt. / Da merken’s nur, daß ich / Bin blondgelockt.“. Auf das Prager Judentum als Vorläufer für den Gebrauch des Wortes weist Pfeifer (1996) hin; dort habe der Ausdruck einen „verschrobenen Phantasten“ bezeichnet.
Der Ausdruck der Gelehrtheit oder Belesenheit findet besonders in donauschwäbischen Regionen entlang des Süd-Karpaten-Gürtels Verwendung und hat hier durchaus eine negative Konnotation.

## Wortfamilie
Neben dem am weitesten bekannten Substantiv Schmock kommt auch das Adjektiv schmöckisch oder schmocksch, das Verb schmocken sowie das Partizipaladjektiv verschmockt vor.